# Paris Zarcilla
Paris Zarcilla (* in London) ist ein britisch-ostasiatischer Filmregisseur und Drehbuchautor.

## Leben
Paris Zarcilla wurde in London geboren, wo er auch aufwuchs. Seine Eltern waren aus Ostasien nach England immigriert. Seit 2010 macht er  Musikvideos und Werbespots, unter anderem für Unternehmen und Marken wie NSPCC, Coke Zero, Tesco, Jigsaw, Adidas und Rolex.
Sein Kurzfilm Pommel  mit Micheal und William Tang und Orion Lee in den Hauptrollen, wurde 2018 im Rahmen der British Independent Film Awards als bester Kurzfilm nominiert.
 Raging Grace, sein Debüt bei einem Spielfilm, mit Max Eigenmann, Leanne Best und David Hayman in den Hauptrollen, feierte im März 2023 beim South by Southwest Film Festival seine Premiere.

## Filmografie
- 2013: Feel Flows (Kurzfilm)
- 2018: Pommel (Kurzfilm)
- 2023: Raging Grace

## Auszeichnungen
British Independent Film Award
- 2018: Nominierung als Bester britischer Kurzfilm (Pommel)
- 2023: Nominierung für den Raindance Discovery Award (Raging Grace)

South by Southwest Film Festival
- 2023: Auszeichnung mit dem Thunderbird Rising Award (Raging Grace)[5]

## Trivia
Einer größeren Öffentlichkeit wurde Zarcilla 2018 bekannt, als er in der Pullover-Schublade seines Schlafzimmers eine Katzenmutter mit ihren vier Neugeborenen vorfand, die diese dort unmittelbar zuvor zwischen den Wäschestapeln zur Welt gebracht hatte. Zarcilla twitterte live und ausführlich über diesen ungewöhnlichen Vorfall und die danach folgenden Ereignisse und erlangte so als „accidental catdad“ in der folgenden Zeit größere Bekanntheit. Aufgrund der unvorhergesehen entstandenen Kosten für den Unterhalt von fünf Katzen entschied Zarcilla sich, Fanartikel wie Wandkalender und Glückwunschkarten mit Fotos der Katzenfamilie zu erstellen. Diese werden seitdem unregelmäßig veröffentlicht.